# 浄楽寺・七ツ塚古墳群
浄楽寺・七ツ塚古墳群（じょうらくじ・ななつづかこふんぐん）は、広島県三次市高杉町および小田幸町にある二つの古墳群である。国の史跡に指定されている。

## 概要
北側の浄楽寺古墳群は、高さ6メートル、直径55メートルの円墳など、帆立貝型古墳1基、円墳97基、方墳18基の合計116基の古墳によって構成されている。
浄楽寺古墳群南側の約116メートルのところにある七ツ塚古墳群は、直径31メートルの前方後円墳のほか、帆立貝型古墳2基、円墳55基、方墳2基の合計60基の古墳によって構成されている。

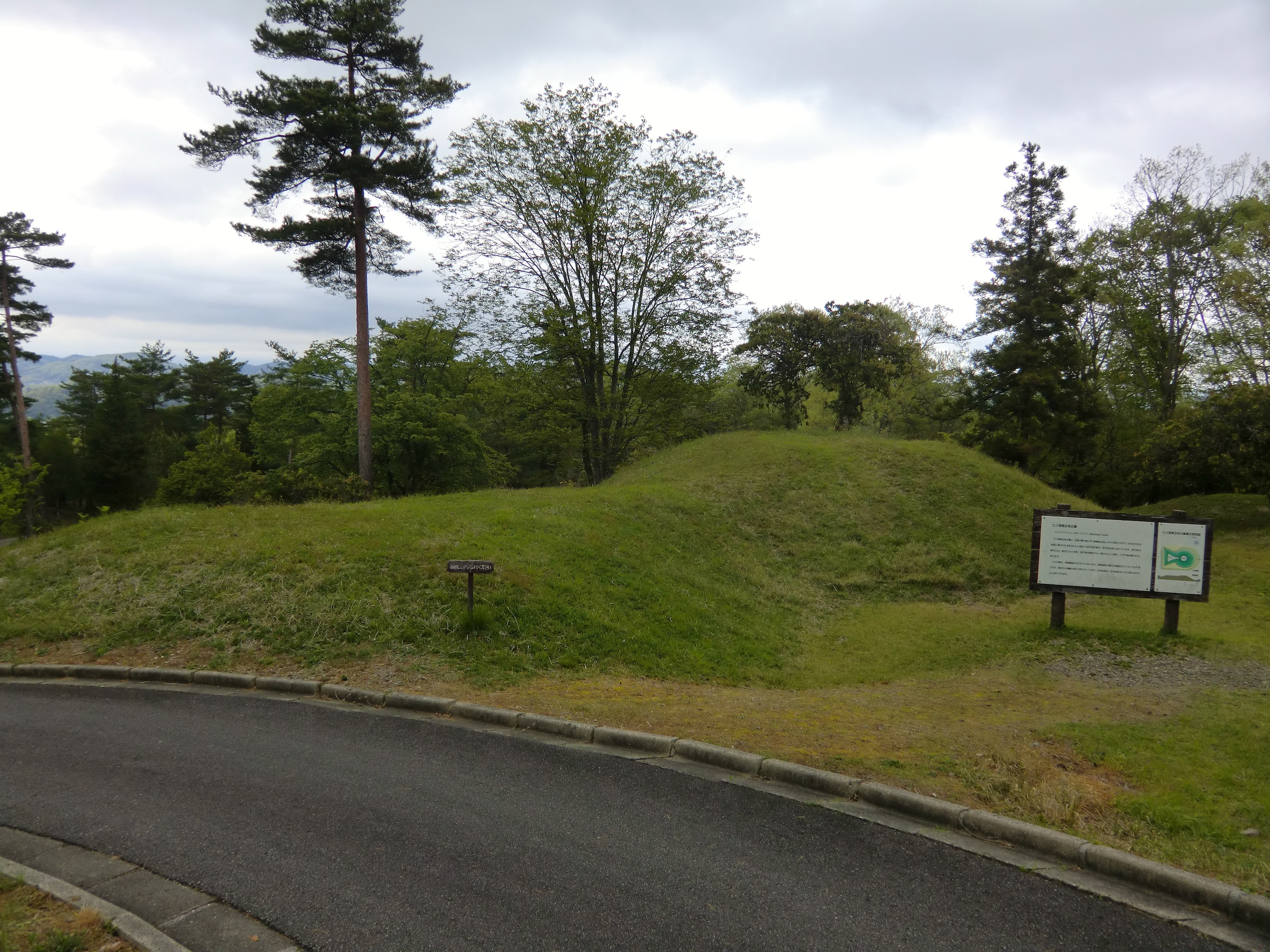
七ツ塚第9号古墳

馬洗川の南岸標高30 - 40メートルの丘陵地にあたる。埋葬施設、出土遺物から、古墳時代中期から後期（5～6世紀）のものと推定される。
三次盆地は古墳の密集地域で、両古墳群は最大規模を誇るものである。周囲約30ヘクタールは広島県立みよし風土記の丘遺跡公園として整備されており、県立歴史民俗史料館がある。世羅町から移築された旧真野家（しんのけ）住宅は、国の重要文化財に指定されている。

## 交通アクセス
1. 西日本旅客鉄道(JR西日本)芸備線、神杉駅から徒歩で15分
2. JR三次駅から備北交通バスで20分、「風土記の丘」停留所下車から徒歩で1分
3. 中国自動車道、三次インターチェンジから車で10分、国道375号経由